# Indrasakdi Sachi
Princesa Indrasakdi Sachi (nascida Praphai Sucharitakul; 10 de junho de 1902 - 30 de novembro de 1975) era uma rainha da Tailândia. Ela era filha de Chao Praya Sudharm Montri, irmã mais nova de Sucharit Suda. 
Ela tornou-se rainha por causa da gravidez, fazendo com que o rei Vajiravudh extremamente feliz com um herdeiro tão esperado. Como a rainha abortou 2 ou 3 vezes durante a sua realeza. Mais tarde ela foi rebaixada a um posto de princesa consorte.  

## Títulos e estilos
- 1902 - 1921: Senhorita Prabai Sucharitakul
- 1921 - 1921: Phra Indrani, Real Alta Consorte
- 1921 - 1922: Sua Alteza a Princesa Indrasakdi Sachi, Princesa Consorte
- 1922 - 1925: Sua Majestade a Rainha Indrasakdi Sachi
- 1925 - 1925: Sua Alteza a Princesa Indrasakdi Sachi, Princesa Consorte
- 1925 - 1975: Sua Alteza a Princesa Indrasakdi Sachi, Consorte do rei Rama VI